# オールズモビル (自動車)

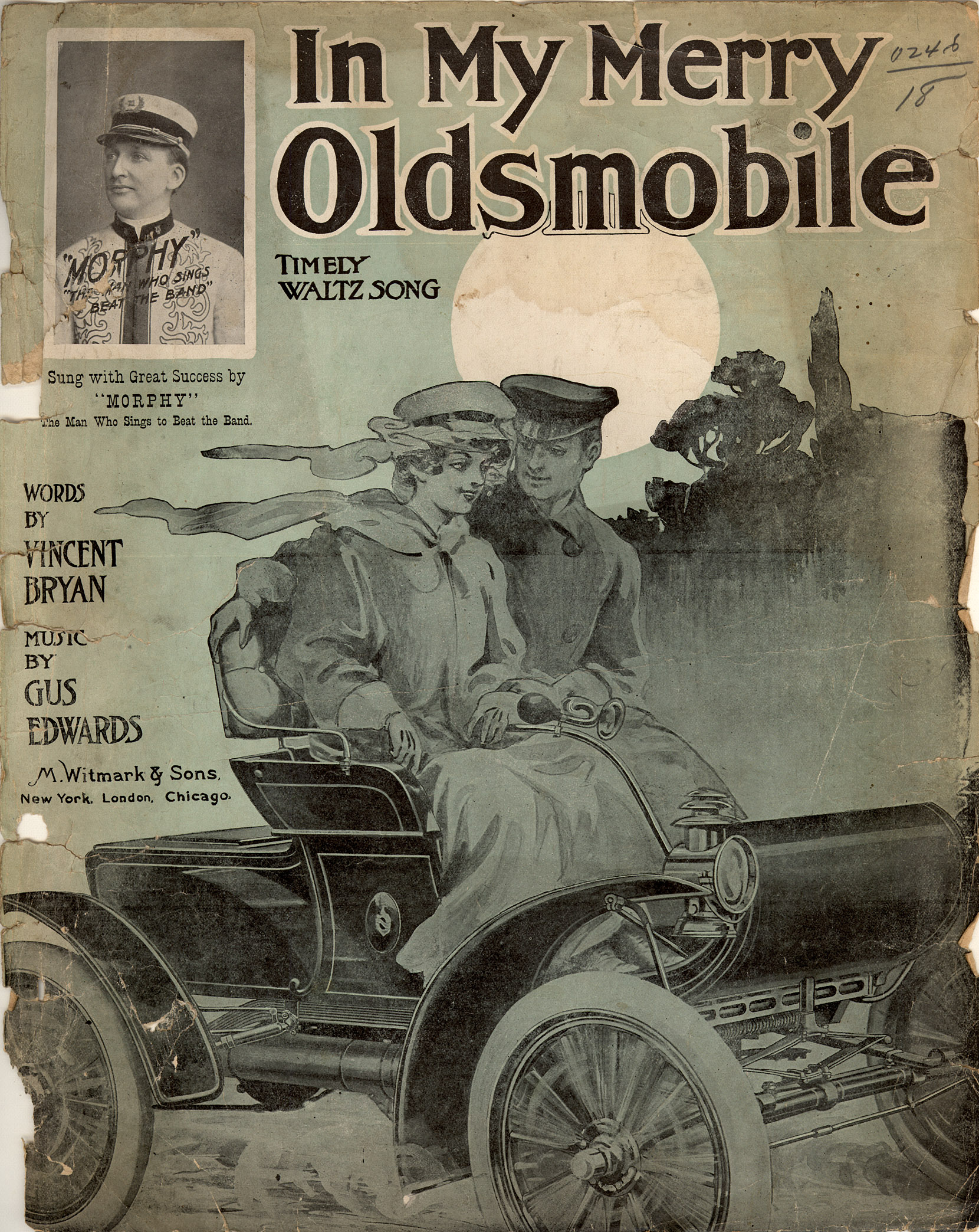
1905年に流行した歌In My Merry Oldsmobileの楽譜の表紙に描かれた オールズモビル・カーブドダッシュ とそれに乗った男女。当時の運転時の服装がわかる

オールズモビル (Oldsmobile) は、ランサム・E・オールズが、1897年にアメリカ合衆国ミシガン州のランシングに設立した自動車メーカー「オールズ・モーター・ビークル・カンパニー」のち「オールズ・モーター・ワークス」の略称である。
1908年11月からは現在のゼネラルモーターズ・コーポレーション (GM) 社の前身企業であるゼネラルモーターズ・カンパニーに買収され「自動車ブランド」となり、107年間使用されたのち、2004年に廃止された。

## 歴史

### 自動車メーカー時代

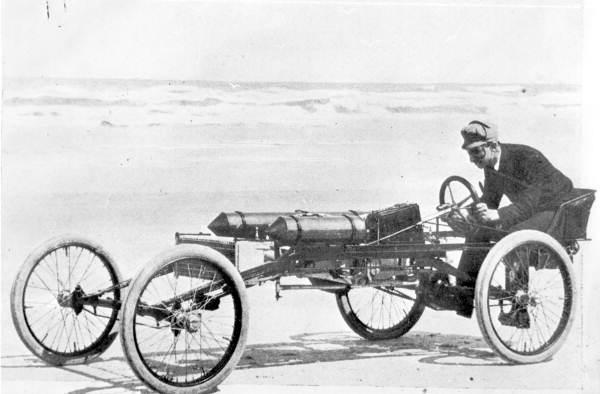
ランサム・イーライ・オールズと「オールズ・パイレーツ」（1896年）

ランサム・E・オールズは、オールズ・モーター・ビークル・カンパニー (Olds Motor Vehicle Company, Inc., ) を1897年ミシガン州ランシングに創立、四輪自動車の生産を開始。この年すでに4人乗りを作っていた。
1899年にサミュエル・スミスにより会社が買収され、オールズ・ガソリン・エンジン・ワークス(Olds Gasoline Engine Works)と合併し、オールズ・モーター・ワークス(Olds Motor Works)となる。会社はデトロイトに移り、スミスが社長となり、オールズは副社長兼事業部長となる。ここにアメリカ初の自動車専用工場がデトロイトに誕生する。
1901年に、ダッシュボードが美しいカーブを描いているカーブドダッシュオールズモビルの生産を始める。同年、アセンブリーライン利用による初の大量生産を始める（2番目はランブラー、3番目はフォードが初期のA型で行った。フォードはのちにベルトコンベアを使用してこの行程の効率をあげT型を生産した）。
スミスとたびたび意見が違っていたオールズは1904年に社を離れ、ミシガン州ランシングにREオールズ・モーター・カー・カンパニー(R.E. Olds Motor Car Company)を設立するが、オールズ・モーター・ワークスの訴追を恐れ、社名をREOモーター・カンパニーへ変更した。オールズはここで社長となり、自動車の開発生産をつづけた。

### 自動車ブランド時代

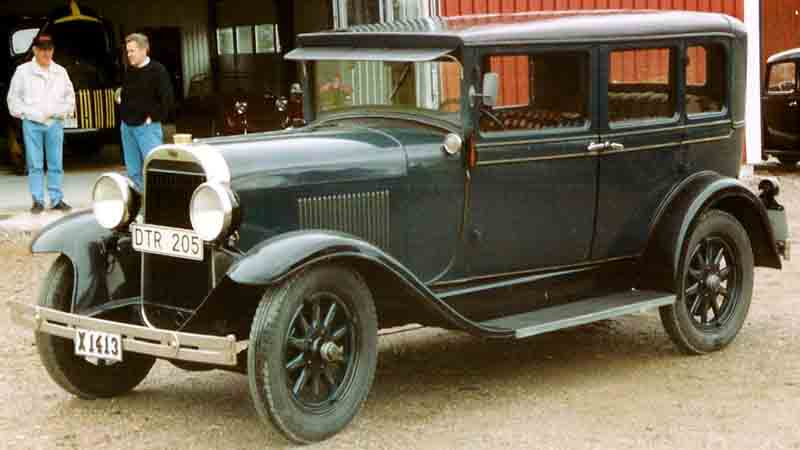
F-28（1928年）

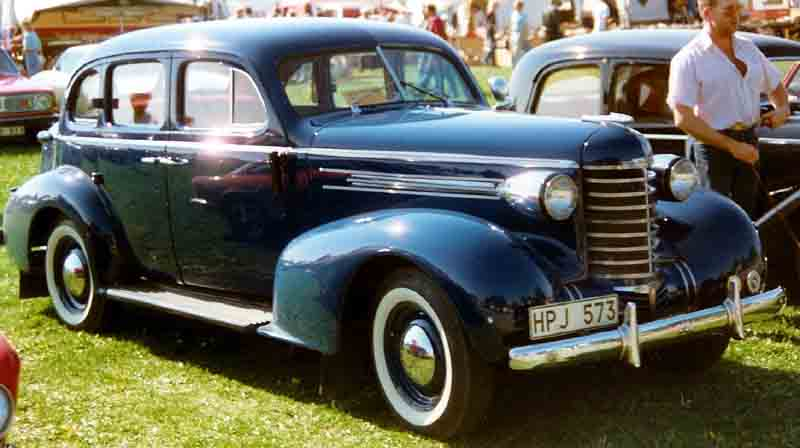
6（1937年）

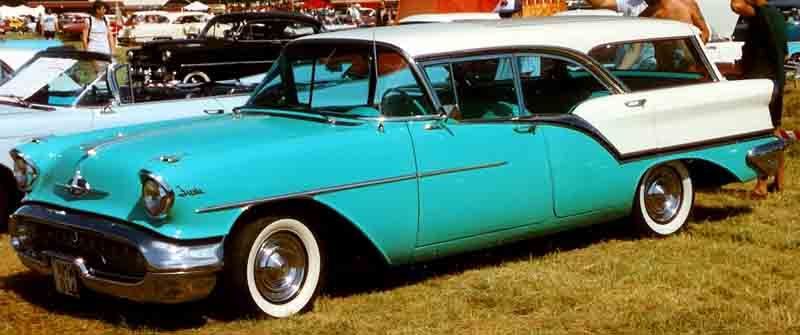
スーパー88（1957年）

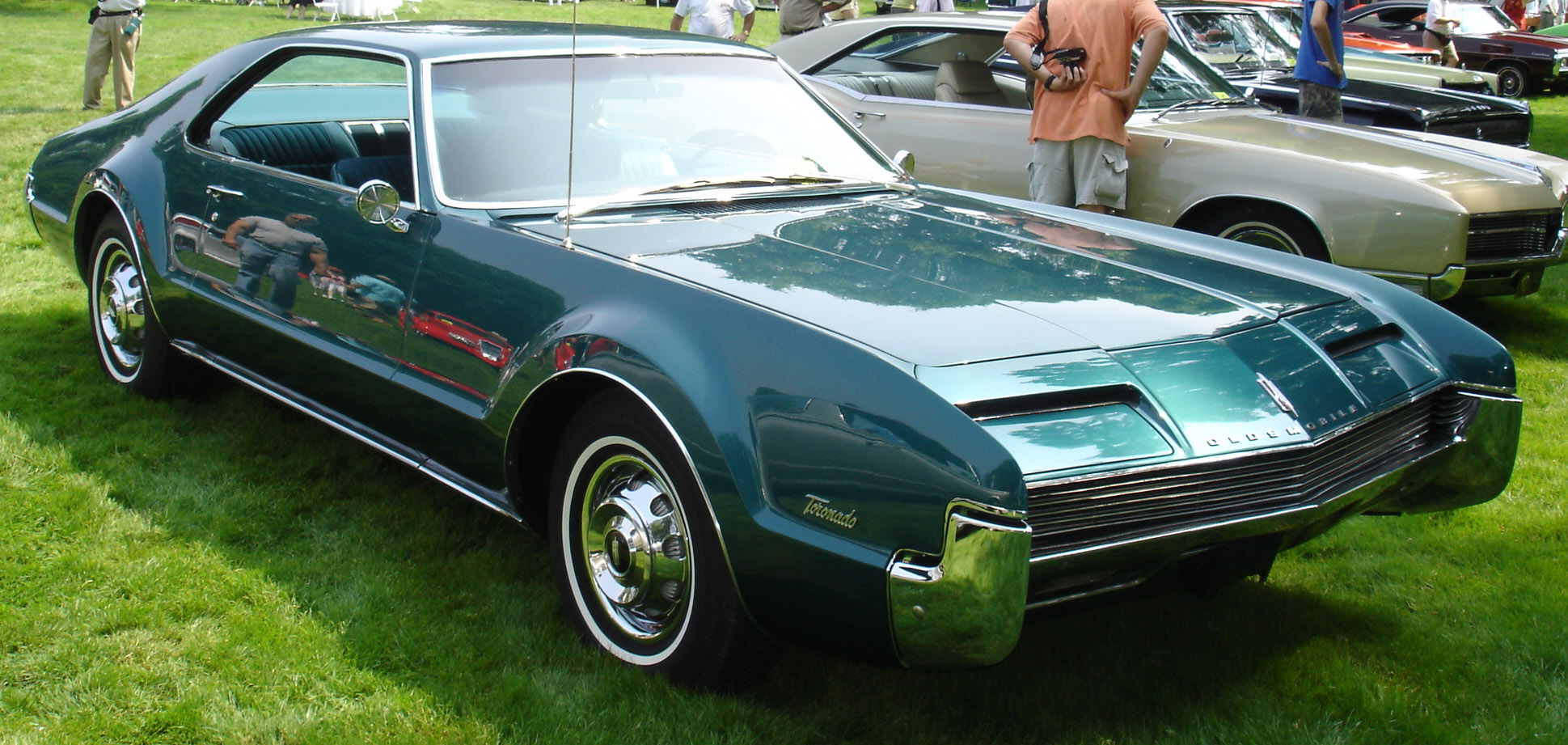
トロネード（1966年）

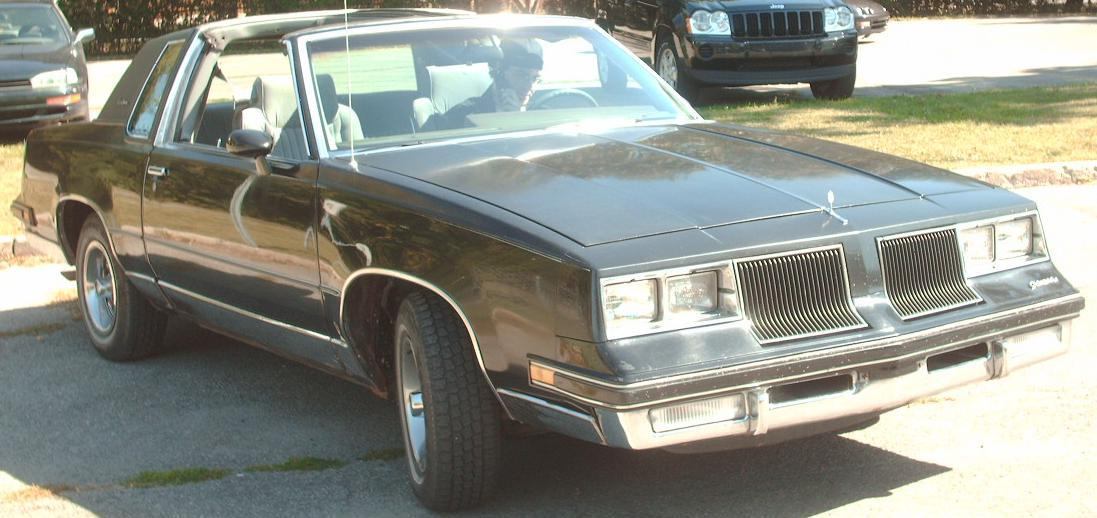
カトラス・クーペ（1978年）

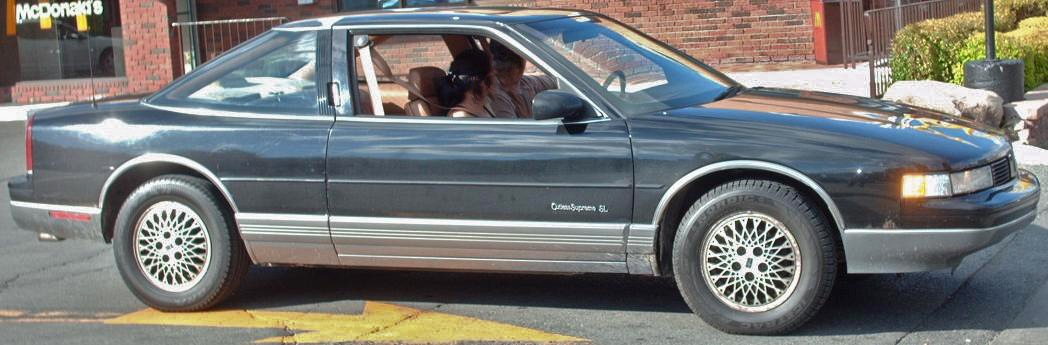
カトラス・シュープリーム（1989年）

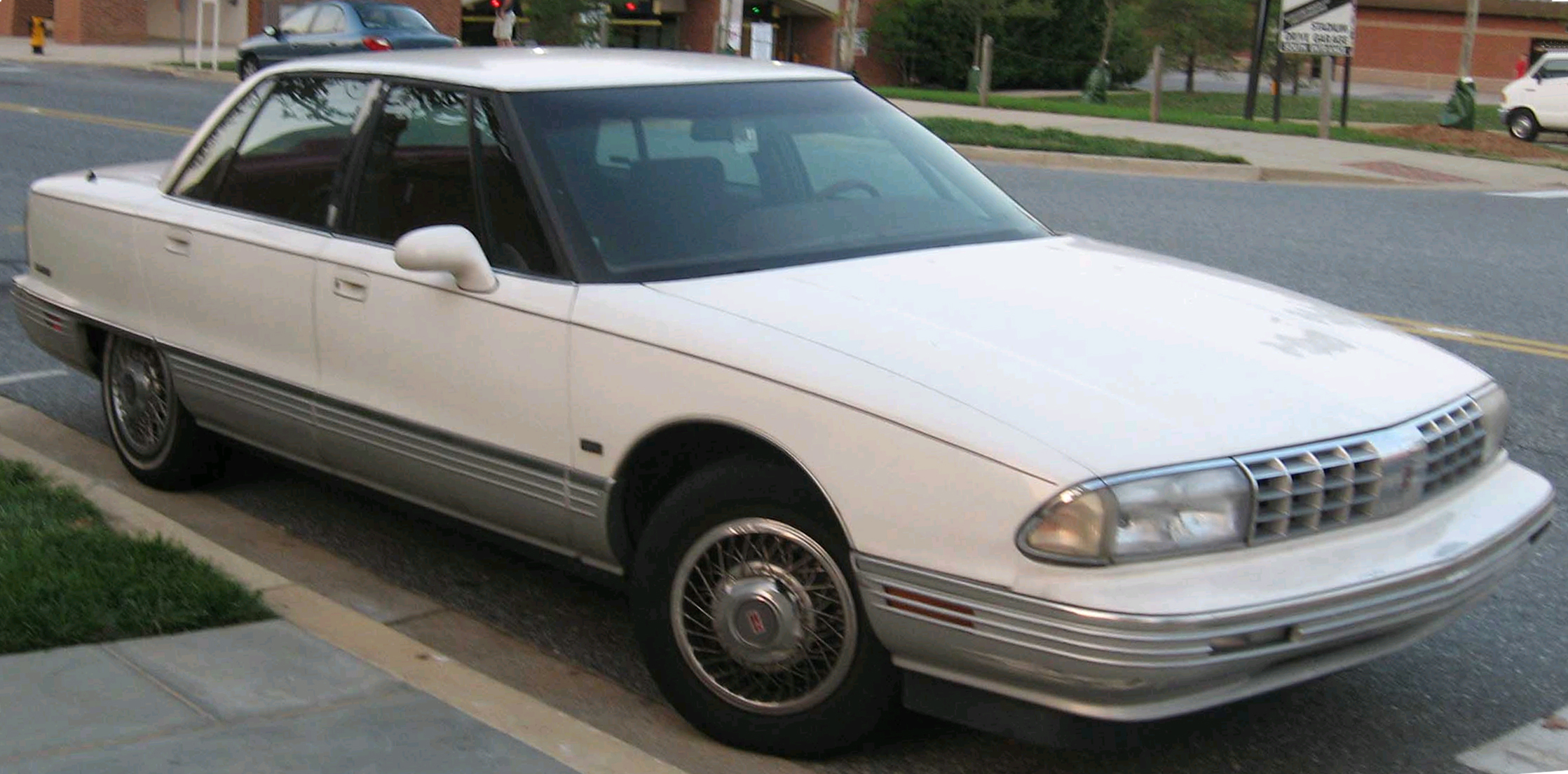
98（1991年）

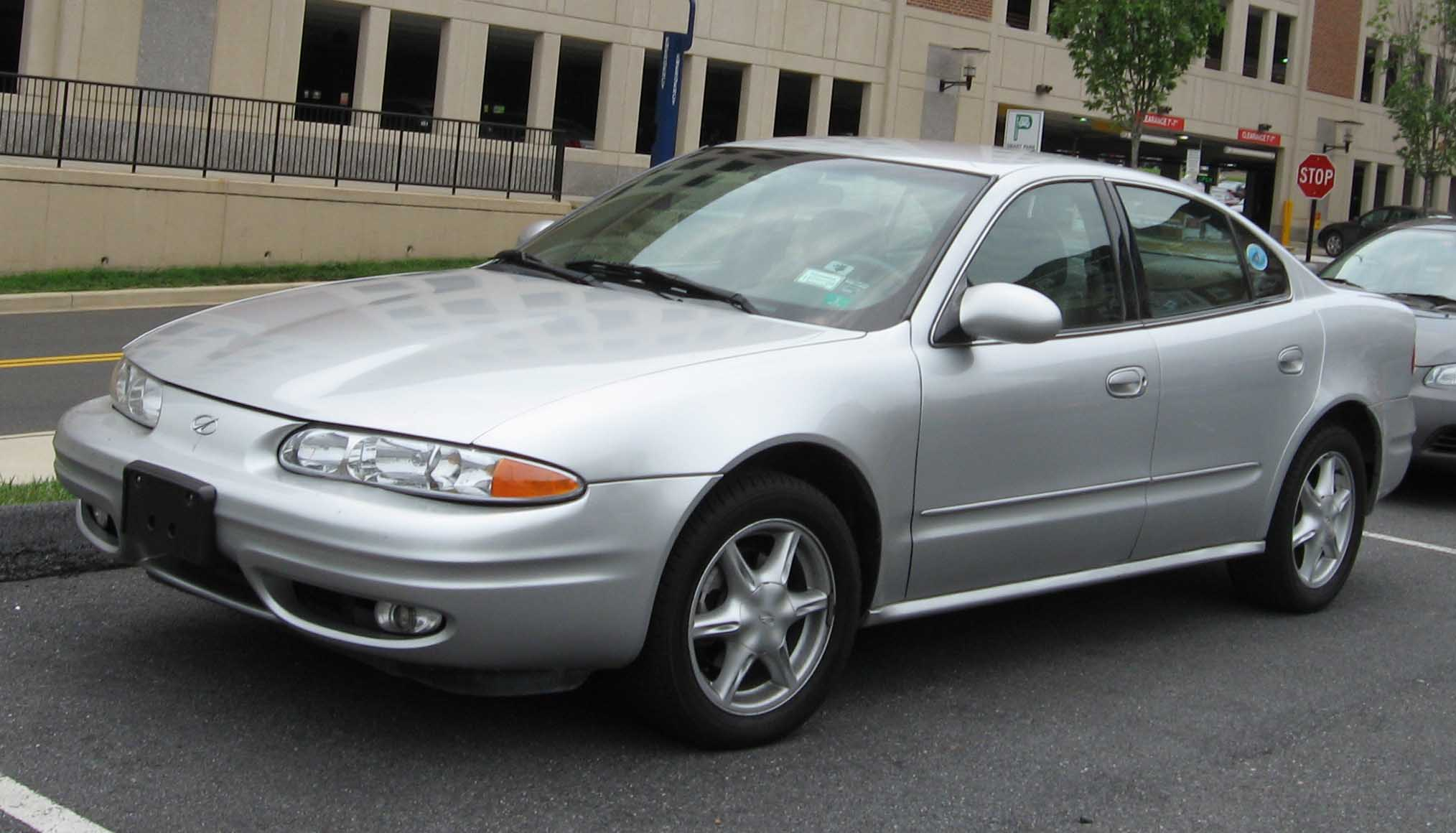
アレーロ（1999年）

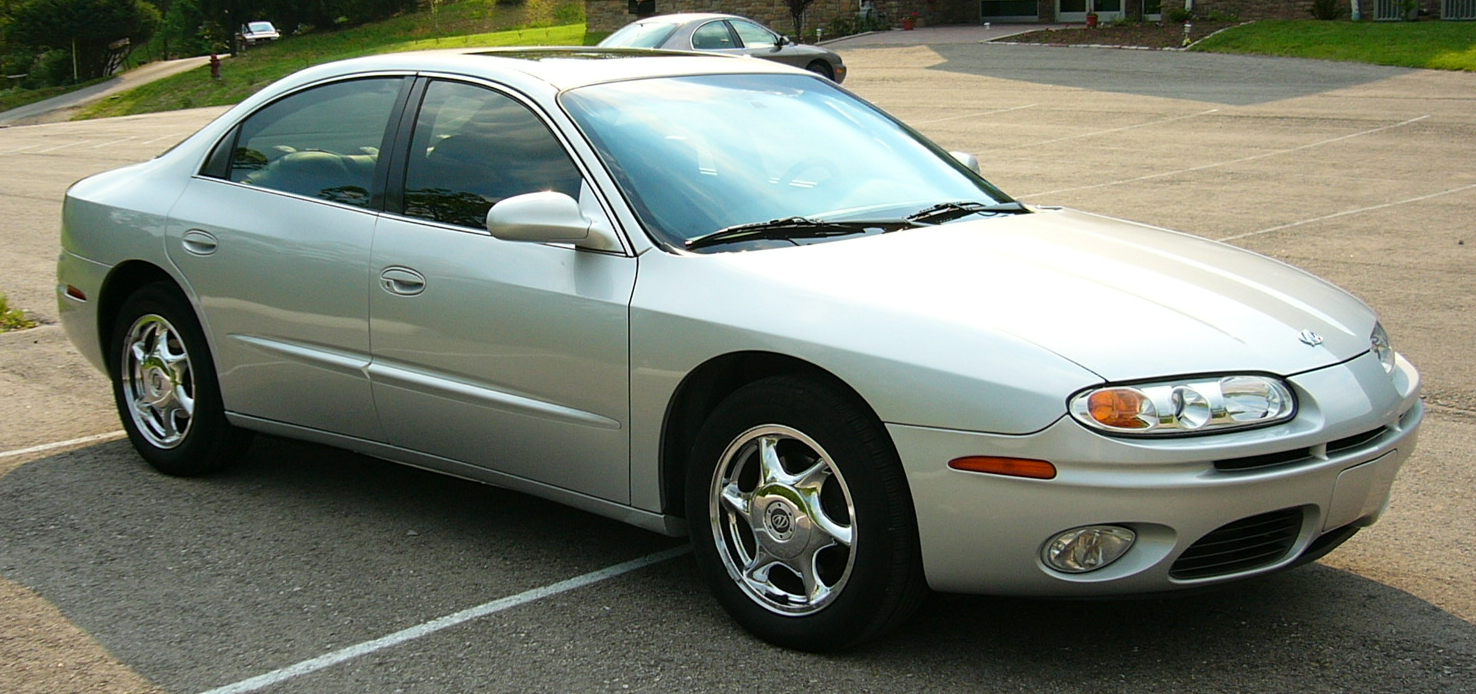
オーロラ（2001年）

#### GM傘下に
ビリー・デュラントを中心として現在のGMの前身となるゼネラル・モーター・カンパニーが1908年9月16日に創立され、同時に1903年創業のビュイックを傘下とした。オールズ・モーター・ワークスは1908年11月12日にGMに売却されGMの2番目の自動車会社となった。ランサム・E・オールズ自身は当時、既にオールズモビルを離れて、REO社の経営をしていた。
デュラントの元では買収されたそれぞれの自動車会社は、従来どおりにちかい独自の開発がおこなえていたが、フォードT型によりアメリカの自動車市場が席巻された。最初の経営危機の際、会社を去ったデュラントはルイ・シボレーと組み、大衆向けブランドであるシボレーの生産を開始した。
フォードT型よりもパワーがあり、デザインの良いこの車は大ヒットし株価が高騰した折に、GM株との株式交換にてGM株の過半数を取得し、デュラントが再びGMに返り咲くことになった。ところが、既に時代は変わっており、拡大一辺倒の彼のやる事は裏目に出ることが多く、同時に多くの有能な人材（ナッシュ、リンカーン、クライスラーは、その時会社を去った人によって創業されたことからも、その損失の大きさが分かる）を失い、再び経営が悪化した。

#### 中級ブランド
そしてデュポン傘下に入り、GMに買収されたベアリング会社出身のアルフレッド・スローンが社長となった1920年代以降、はGM流ブランド・マーケティングに組み込まれ、階層型のブランド構造の中の一ブランドとして統一され、従来のオールズモビルとしての特色は薄れていった。
GM傘下のブランドとしては、スポーティーさを前面に出し20-30代をターゲットとしたポンティアックと、40-60代をターゲットとした上級ブランドであるビュイックの間に位置する、ファミリー層から中高齢層を主なターゲットとする保守的な中級ブランドとされ、フルサイズからミドルサイズの車となった。

#### 「走る実験室」
その後の1940年代から1960年代のアメリカ車の黄金期にかけては、ビュイックやポンティアックと共通のシャシーやエンジンを多用しつつも、デザイン的にも機能的にもGMの中でも試験的な要素を積極に取り入れ、「走る実験室」と言われるほどに新技術を最初に搭載するブランドとしても知られていくようになった。
1939年には全自動変速機「ハイドラマチック」を世界で初めてオプション装備し、1949年モデルはGM中級車の中でいち早く大出力V型8気筒エンジンを導入、1960年代初頭にはターボチャージャー装備モデルを導入するなど、先進性ではGM社内においてキャデラックと並ぶものがあった。
その頂点と言えるのが1966年に発売された「トロネード」で、第二次世界大戦後のアメリカ車としては初の、そして当時の大型市販車としては世界で唯一のFF車であった。5メートル50センチを超える全長にリトラクタブル・ヘッドライトを採用したその特異なデザインとともに、オールズモビルの先進性を象徴するモデルとして脚光を浴びた。
また1970年代のオイルショック後には、GMの大型車用として最初のディーゼルエンジンが量販車種の「88」などに投入され、その性能の高さが高い評価を受けた。

#### 試行錯誤
しかし、オイルショック後の小型化と、コスト削減に伴うバッジエンジニアリング化の波の中でその先進性を生かすことができず、1980年代前半以降はビュイックのバッジエンジニアリング版の様な保守的なモデルが多く、存在意義が薄れそれとともに販売は低迷していくようになった上、顧客の平均年齢層の上昇という課題も抱えるようになった。
しかしそのような中でも、「カトラス・シエラ」の様な堅実なデザインを持つ中型セダンが月に1万台以上をコンスタントに売り上げ、ブランド全体の販売台数を支えた他、空力的なデザインを採用した「カトラス・シュープリーム・クーペ」や「オーロラ」、同じく空力的なデザインを採用したミニバンの「シルエット」のような意欲的なデザインで気を吐いていた。
さらに1980年代中盤からは、アメリカのモータースポーツの中でも最も高い人気を誇る「NASCAR」に、「カトラス・シュープリーム・クーペ」で参戦するなど、先進イメージのアピールと若年層の顧客の取り組みを行うなど、販売台数の向上に向けて様々な取り組みを行った。

#### 低迷
アメリカでもっとも長い歴史を誇る自動車ブランドであり（1896年設立）、中高年齢層の保守層を中心に一定の支持層を確保していたものの、GM内において、最廉価レンジを担う「ジオ」ブランドの登場により上級移行してきたシボレーや、かねてから上級に位置するビュイックとのブランドの差別化が明確でない上に、アメリカとカナダ以外での販売が行われていないことから、そのポジションが危ぶまれていた。
さらに「アキュラ」や「レクサス」、「インフィニティ」ブランドの登場をはじめとする、1980年代後半以降の日本車の中高価格帯への移行の影響をもろに受けたことや、1990年代に登場したGMの新ブランドである「サターン」のように若い高学歴なホワイトカラー層や、若年ファミリー層の支持を受けられなかったこと、1990年代以降は販売台数の低迷が深刻化していた。

#### 終焉
販売台数低迷を打破するとともに、ブランドイメージの刷新を目論み、1990年代以降はSUVの「ブラバダ」を導入するなど様々なテコ入れが行われたものの、その後も販売の低迷には歯止めがかからず、その結果、2000年に発表されたGMの大規模リストラ計画に基づき段階的に縮小、2004年に消滅し一部の車種はビュイックに移転させ107年の幕を閉じた。

## ランサム・E・オールズ
このブランド名は創始者で『アメリカの自動車の天才』といわれる、ランサム・E・オールズに由来するもので、「古いクルマ」という意味ではない。オールズはのち会社をはなれ別の会社REO自動車を設立し活動する。オールズと離れたところでオールズモビルという名前は宣伝され続けていたが、アメリカ人はランサム・E・オールズを「アメリカの自動車の天才」と呼び、尊敬した。

## 車種一覧
- カーブドダッシュ
- シリーズ70
- 60
- 88（ビュイック・ルセーバーの兄弟車）

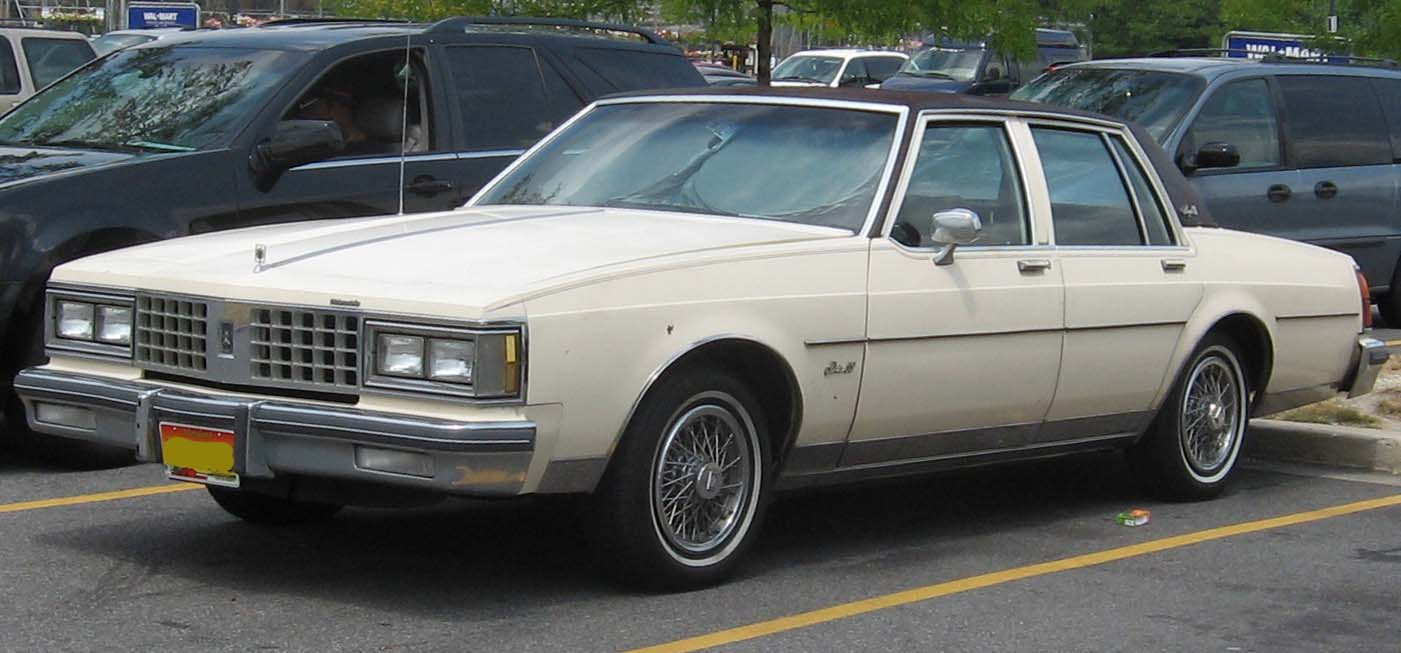
88（1981年）

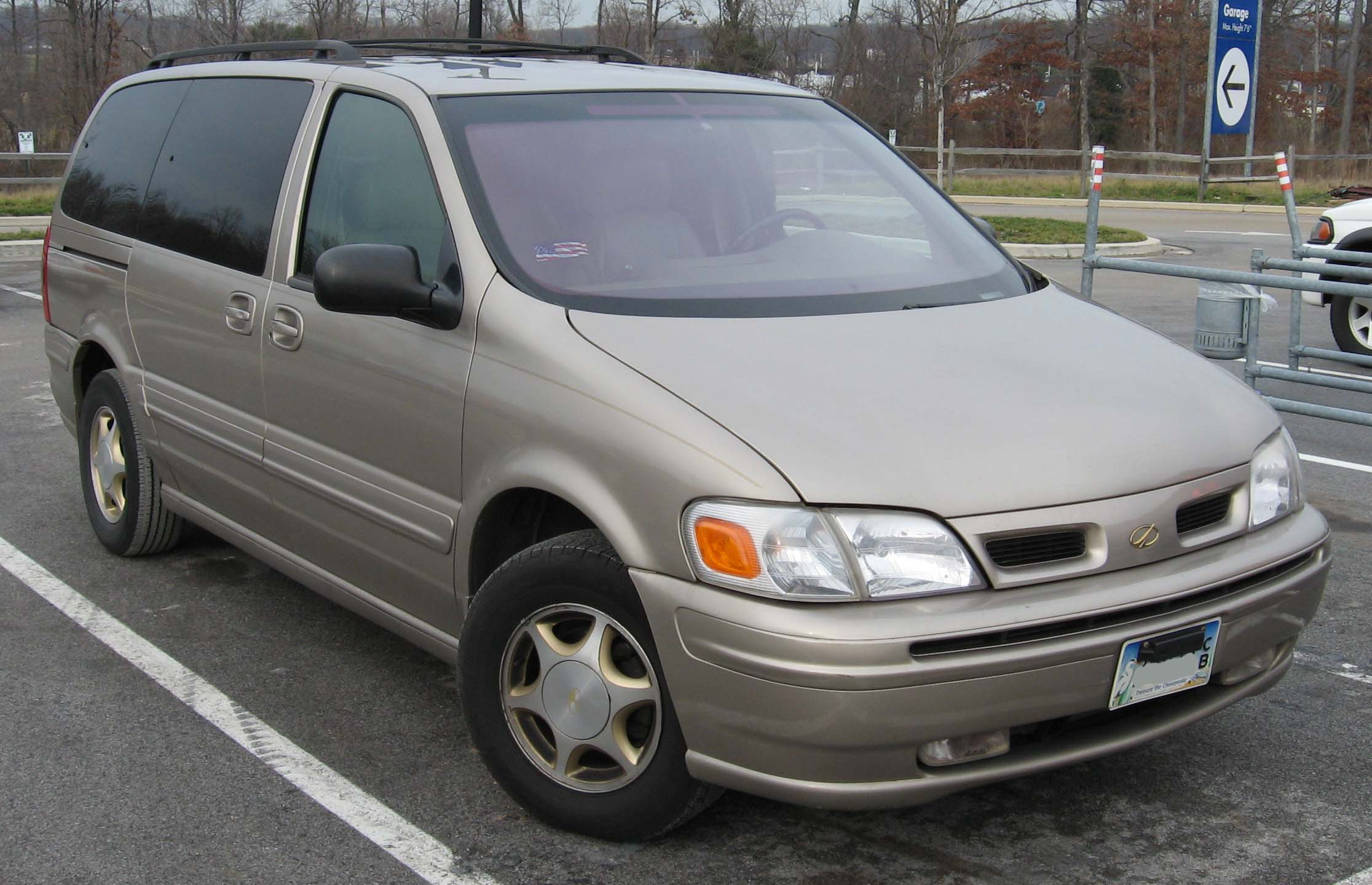
シルエット（1997年）

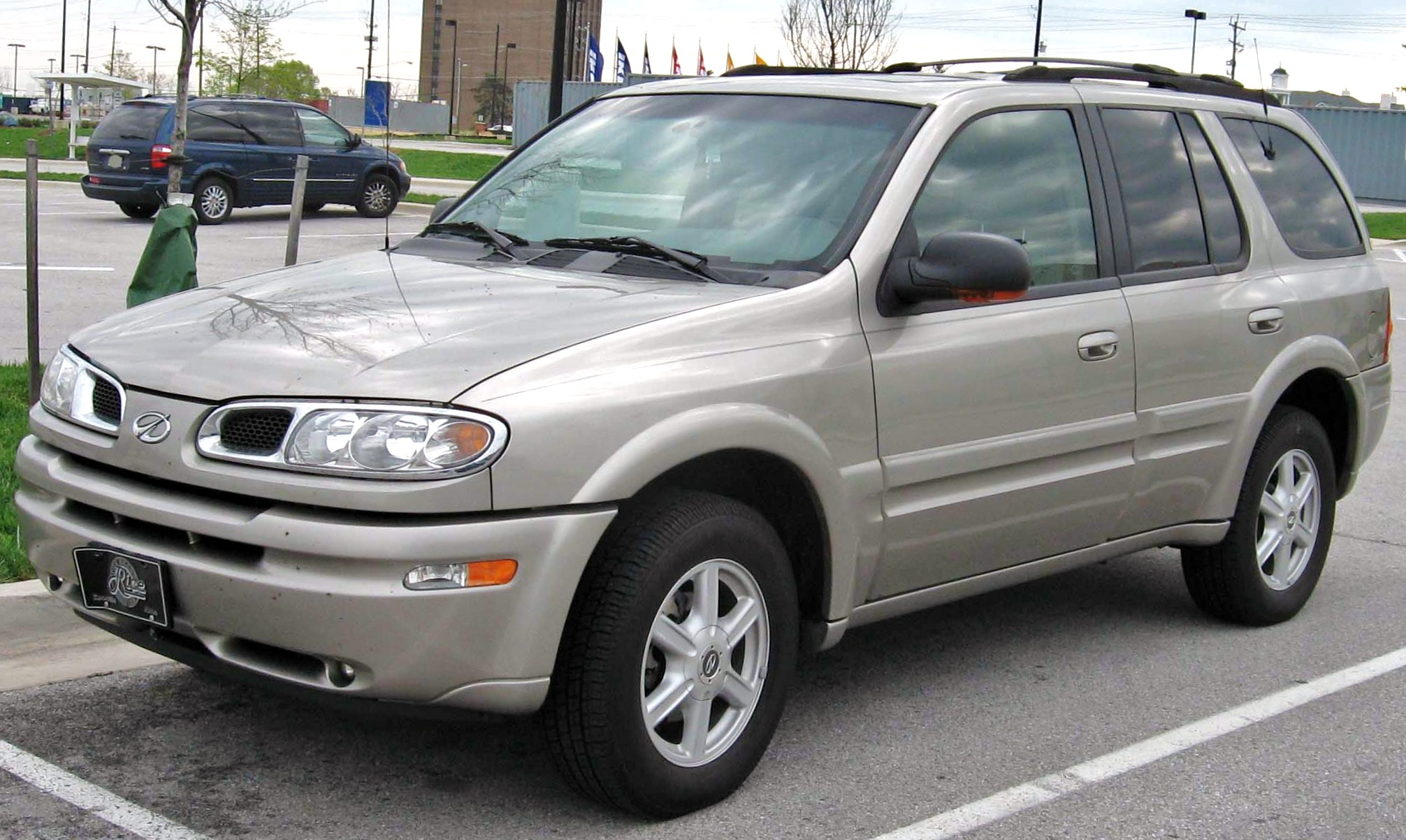
ブラバダ（2002年）

- 98（ビュイック・パークアベニューの兄弟車）
- 442
- スターファイア
- ヴィスタクルーザー（ステーションワゴン）
- カスタムクルーザー
- カトラス
- カトラス・カレー
- カトラス・シエラ（ビュイック・リーガルの兄弟車）
- カトラス・シュープリーム
- フィレンザ
- アレーロ（カトラスとアチーヴァの統合車種。最後にラインオフしたオールズモビル車である）
- アチーヴァ（カトラス・カレーの後継車種）
- ブラバダ（ブランド消滅後ビュイック・レイニアに移行）
- トロネード
- シルエット（ブランド消滅後ビュイック・テラーザに移行）
- オーロラ（キャデラックの「ノーススター」をベースにした初のDOHC方式のV8エンジン車。後にビュイック・ルサーンに統合された）
- イントリーグ（カトラス・シュプリームの後継車種）